# معركة فركة
معركة فركة وقعت في 7 يونيو 1896م بين القوات البريطانية المصرية بقيادة هربرت كتشنر وقوات الثورة المهدية بقيادة عثمان الأزرق وحمودة، انتصرت فيها القوات البريطانية المصرية.استمرت المعركة من 4.30 حتى 7.20 صباحاً وأسفرت عن مقتل 20 مصري و800 إلى 1000 مهدي، من ضمنهم الأمير حمودة . وكانت أول عمل هام أثناء حملة إعادة احتلال السودان.

## معرض الصور

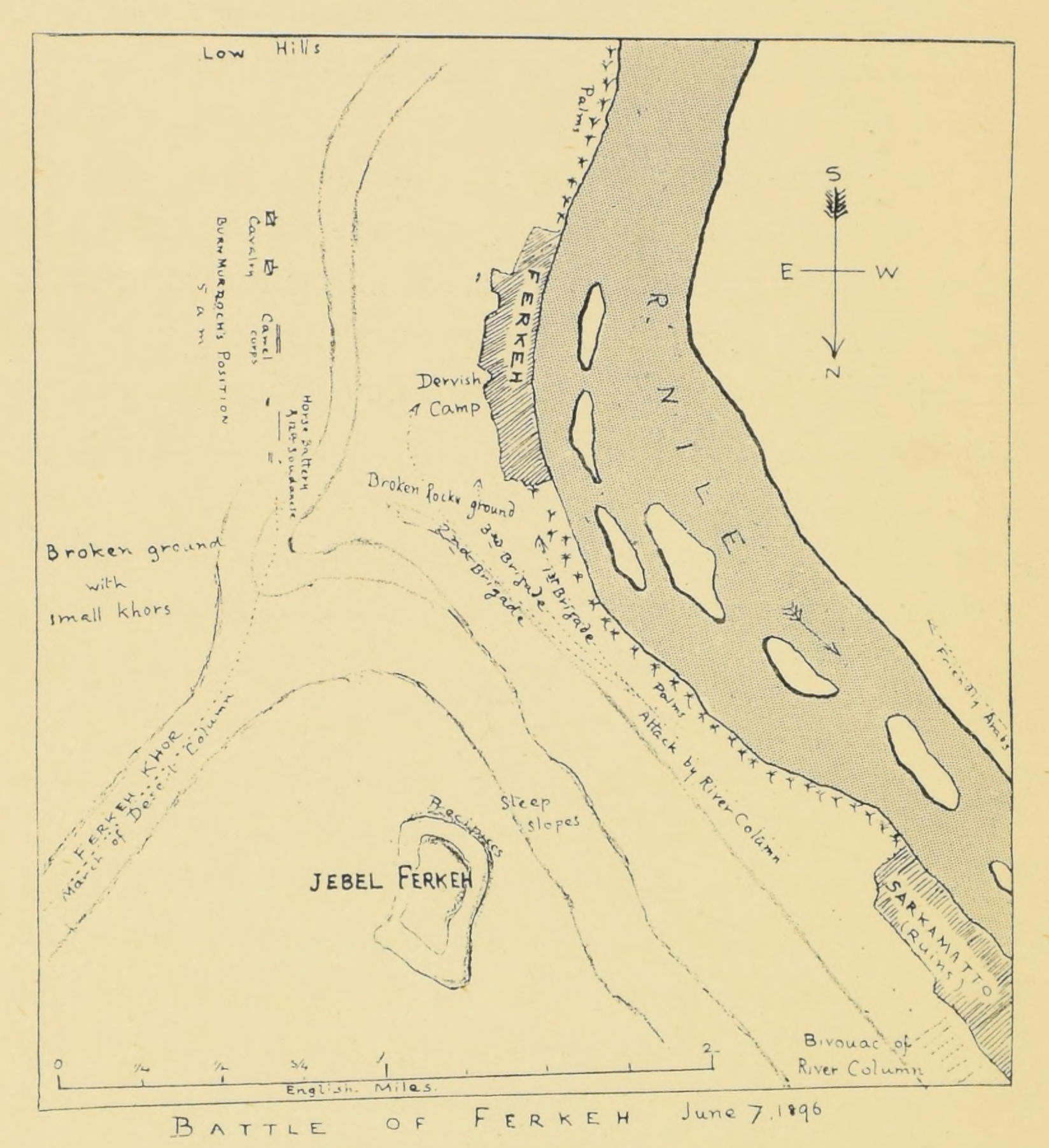
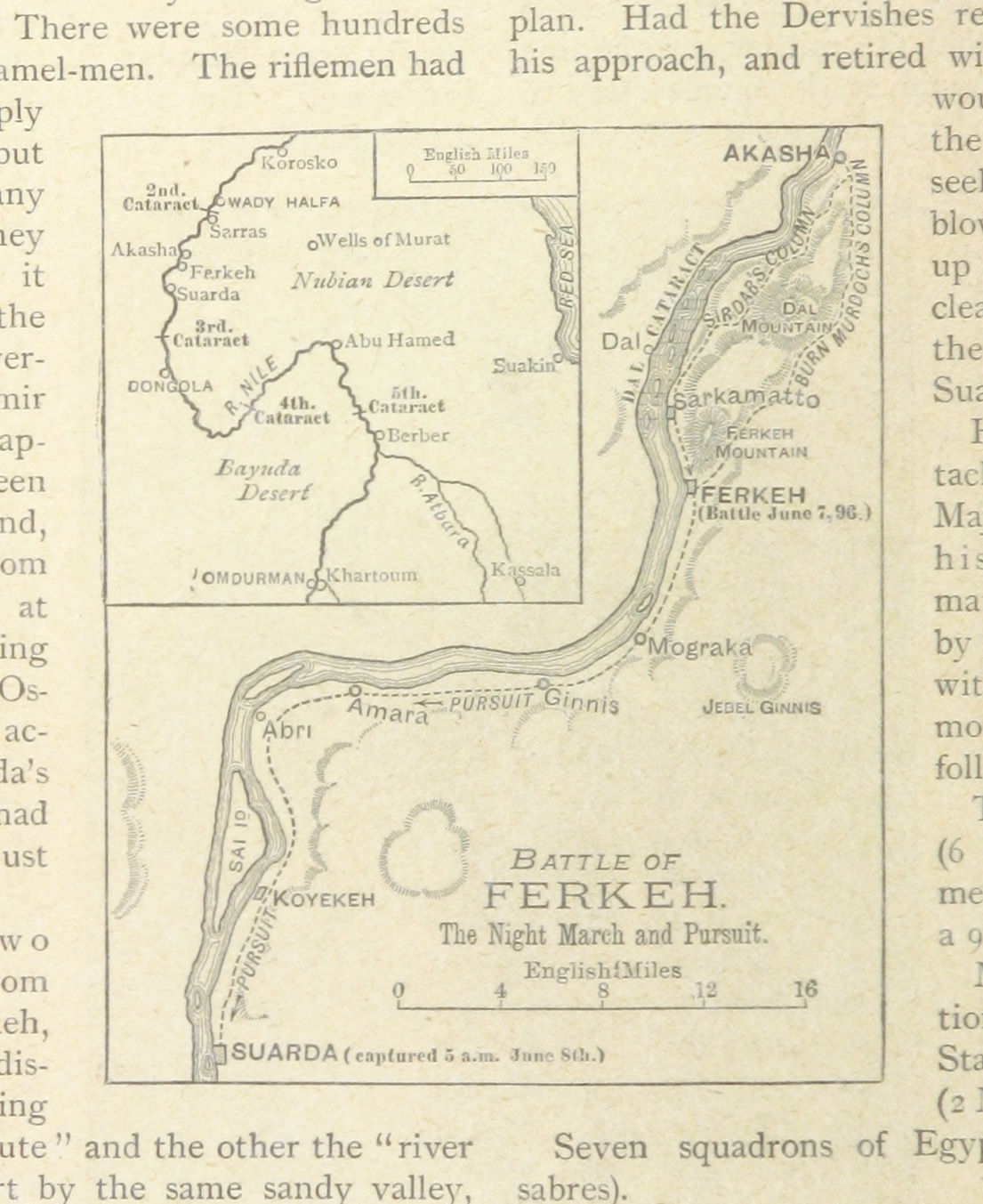
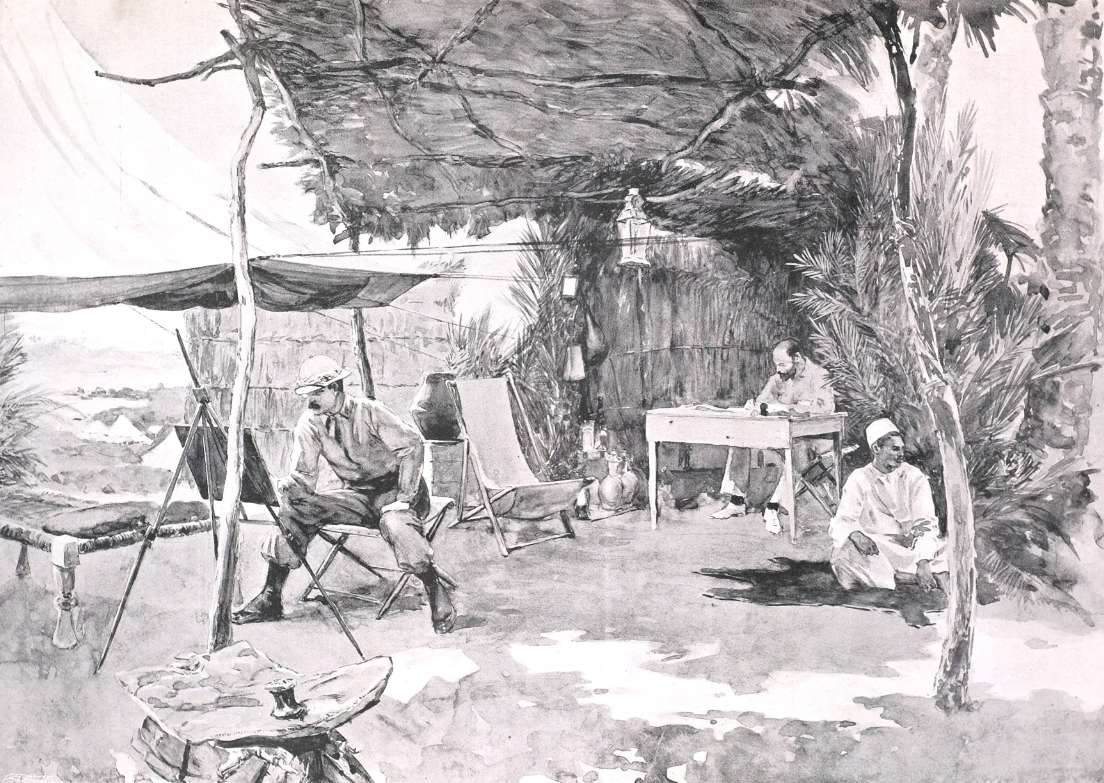
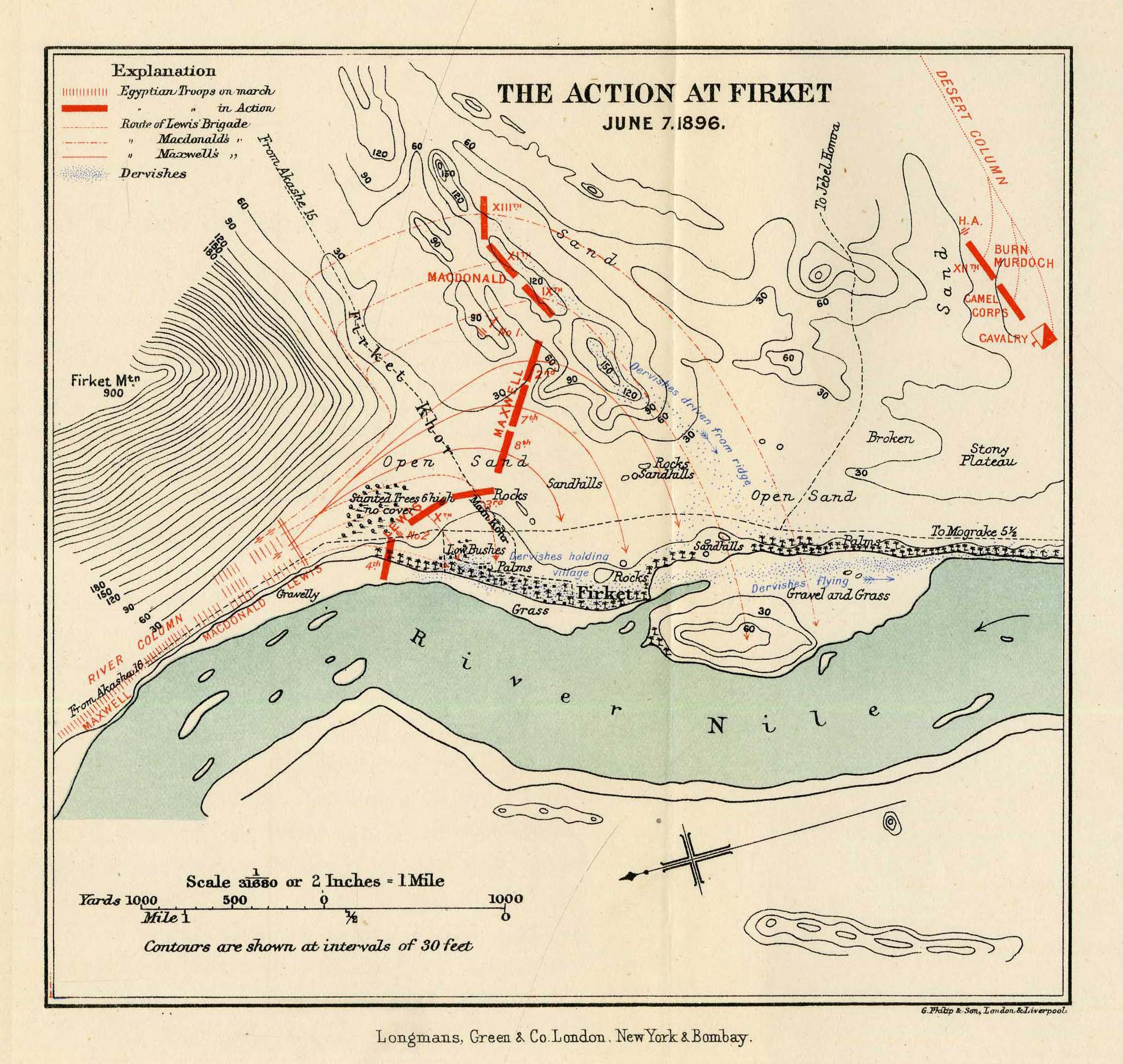
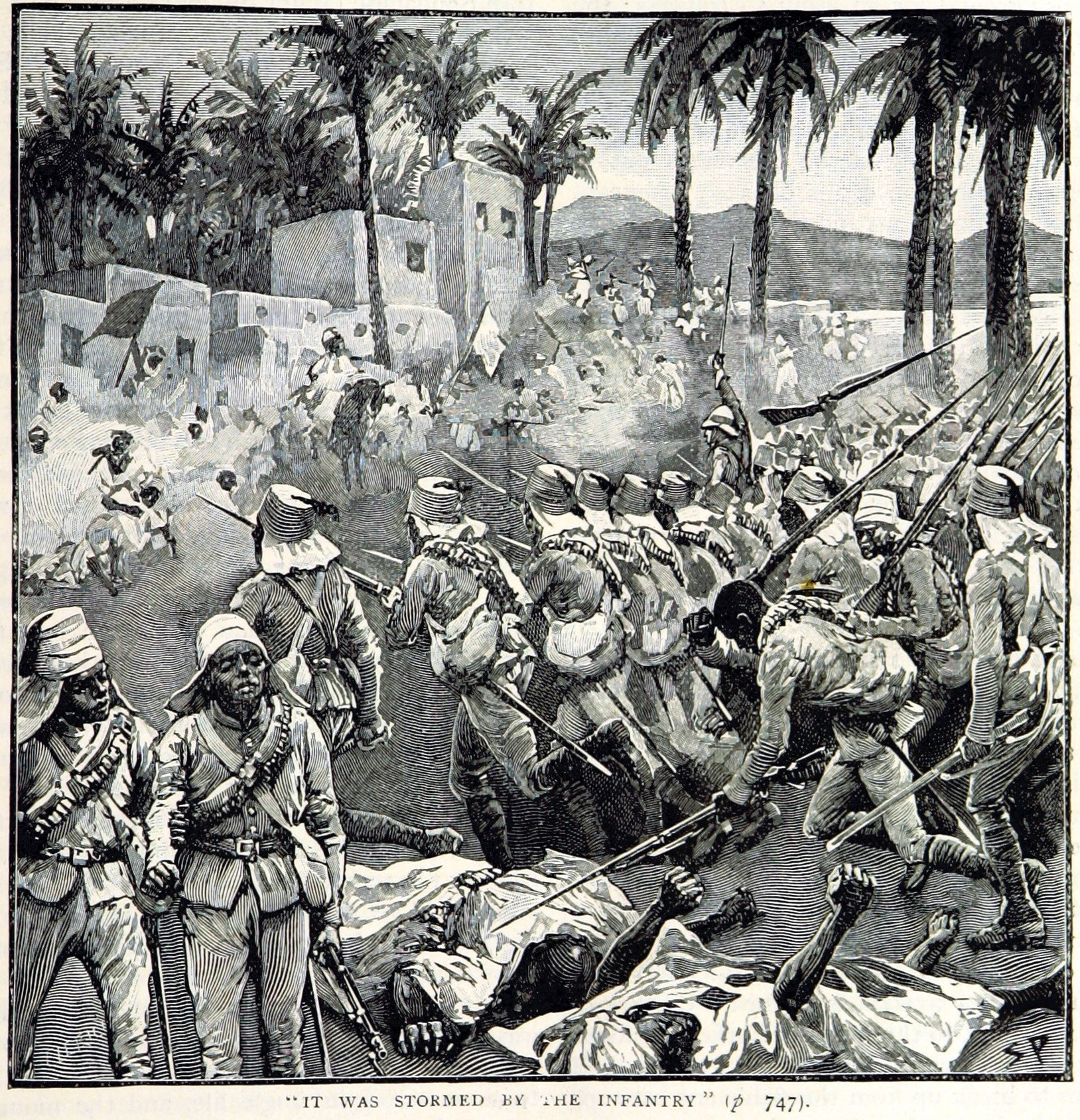
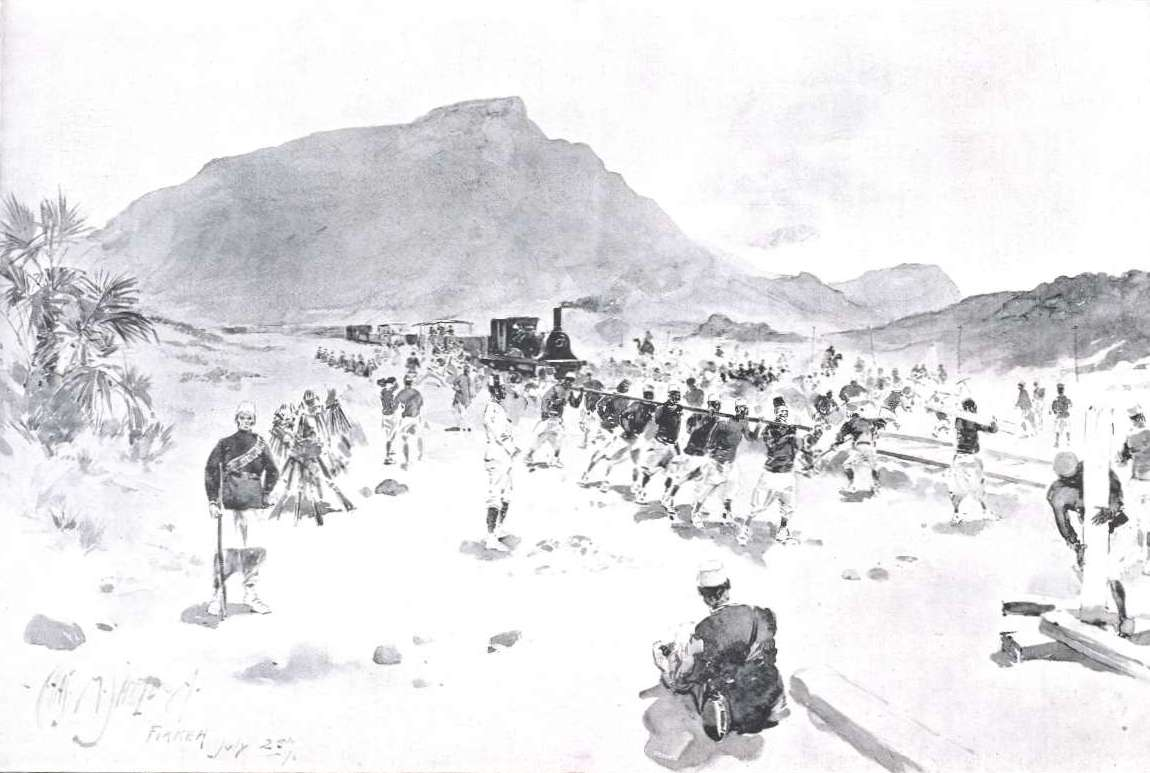
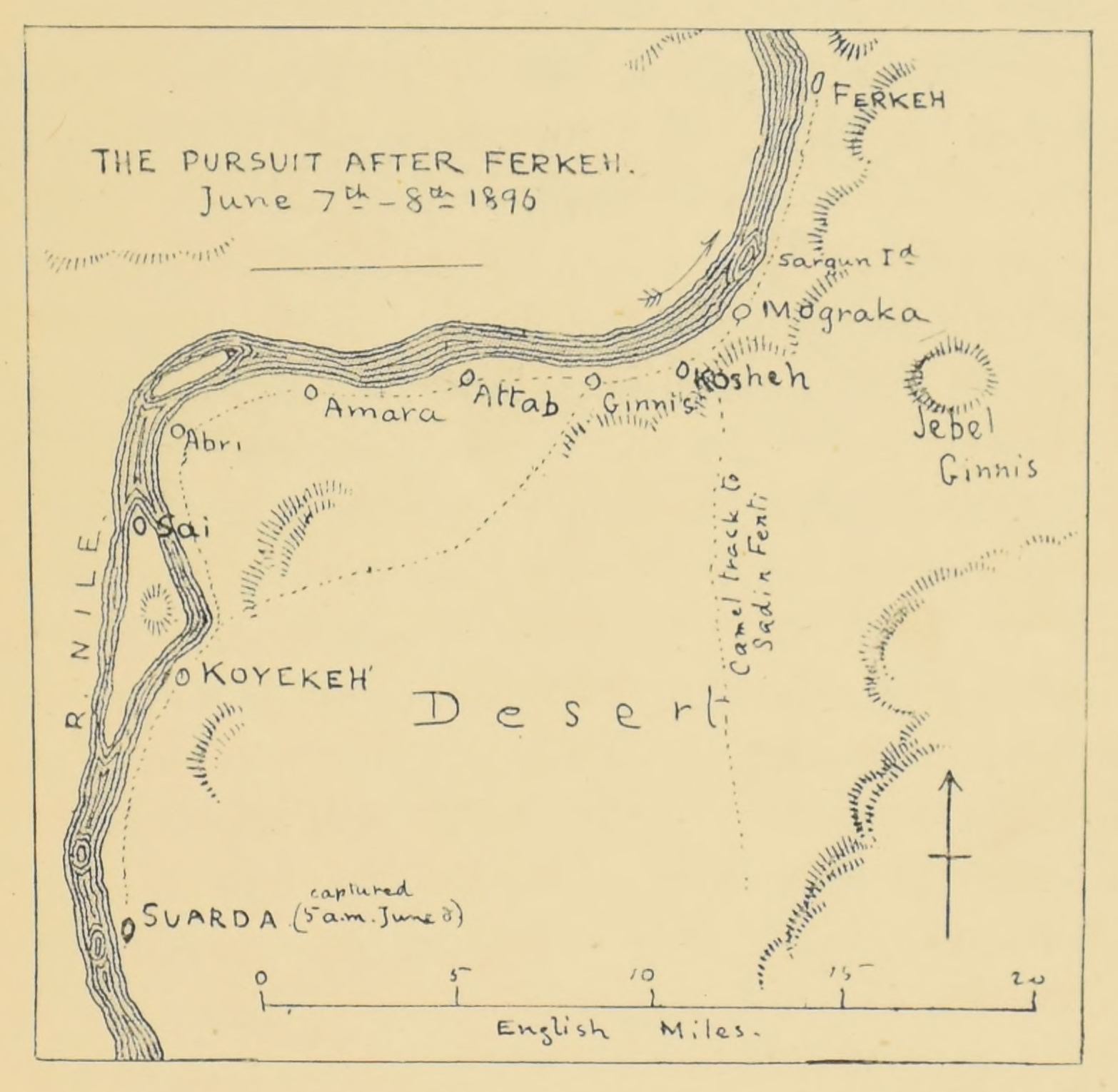
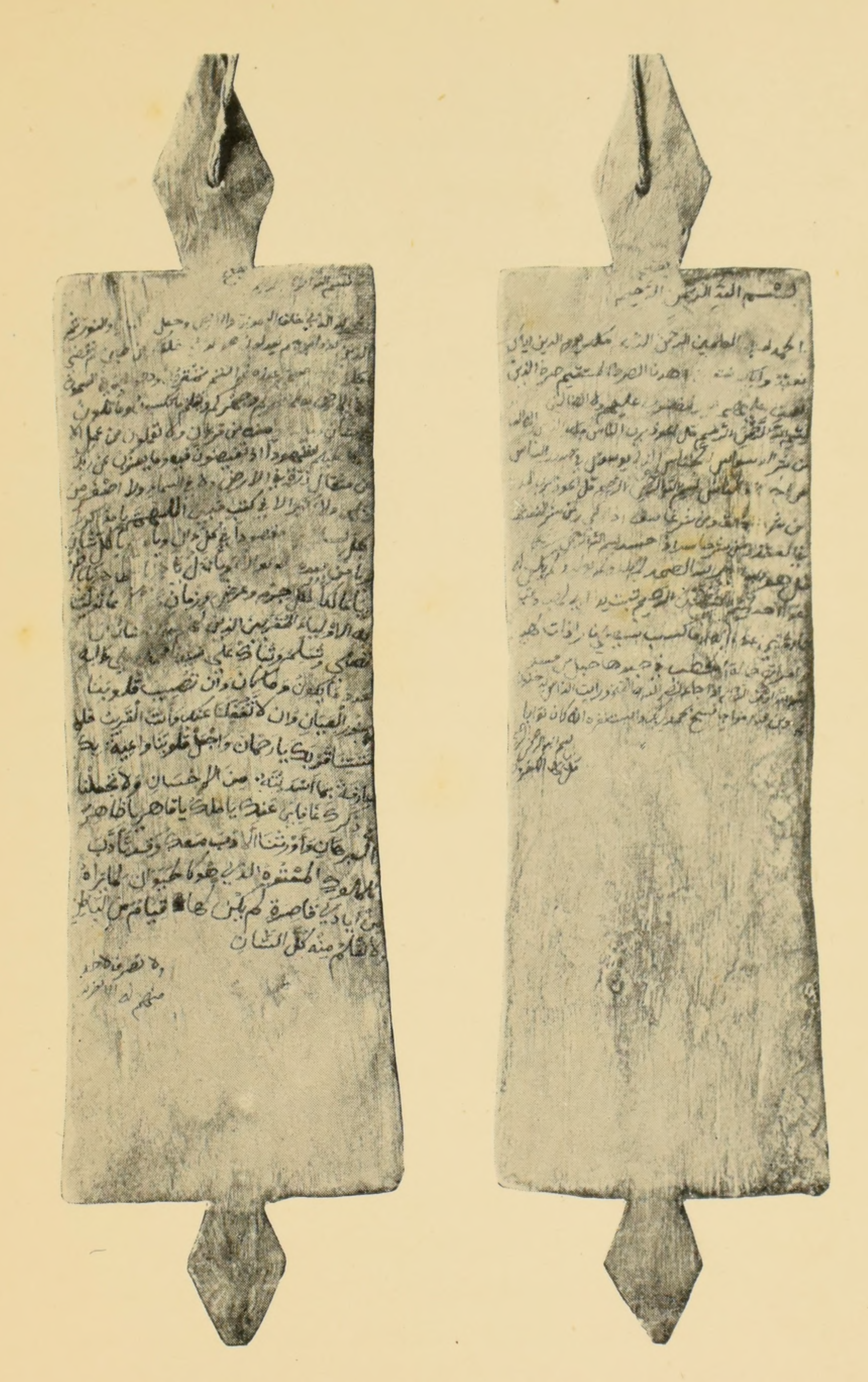